# Resolució 1762 del Consell de Seguretat de les Nacions Unides
La Resolució 1762 del Consell de Seguretat de les Nacions Unides fou adoptada el 29 de juny de 2007. Després d'observar les resolucions anteriors sobre l'Iraq, el Consell va decidir rescindir l'Oficina de Verificació Nuclear relacionada amb l'Agència Internacional de l'Energia Atòmica (OIEA) a l'Iraq. La resolució, patrocinada pel Regne Unit i els Estats Units, fou aprovada per 14 vots a favor i cap en contra, però amb l'abstenció de Rússia.

## Detalls
Addicionalment, el Consell va demanar al Secretari General Ban Ki-moon transferir tots els fons no compromesos pendents en el compte de custòdia de la UNMOVIC al Govern de l'Iraq, a través del Fons de Desenvolupament per a l'Iraq en el pròxim tres mesos i prendre mesures per garantir que es mantingui un estricte control de la informació sensible relacionada amb la proliferació d'armes de destrucció massiva, dels arxius de la UNMOVIC.
Un altre mandat del text va convidar al Govern iraquià a informar al Consell en el termini d'un any sobre els progressos realitzats en l'adhesió a tots els tractats de desarmament i no proliferació i acords internacionals relacionats, especialment la Convenció sobre Prohibició del desenvolupament, producció, emmagatzematge i ús d'armes químiques (Convenció sobre Armes Químiques) i el Protocol addicional al seu Acord de Salvaguardes.
L'annex a la resolució és una carta del Secretari d'Estat dels Estats Units, Condoleezza Rice, i del Secretari d'Estat d'Afers Exteriors i del Commonwealth del Regne Unit, David Miliband, informant al Consell que s'havien pres mesures adequades per "assegurar, eliminar, desactivar, inutilitzar, eliminar o destruir" les conegudes armes de destrucció massiva de l'Iraq i tots els elements coneguts dels seus programes per desenvolupar aquestes armes. Una carta de Hoshyar Zebari, el Ministeri d'Afers Exteriors de Iraq, també adjuntat a la resolució, va demanar la finalització dels mandats de l'UNMOVIC i l'OIEA.